# 子牙镇
子牙镇，是中华人民共和国天津市静海区下辖的一个乡镇级行政单位。

## 行政区划
子牙镇下辖以下地区：
东子牙村、小邀铺村、东高庄村、西高庄村、王家村、尚家村、王二庄村、宗保村、大黄庄村、小黄庄村、许庄子村、潘庄子村、焦庄子村、大邀铺村、常家村、三呼庄村、小刘村、王庄子村、赵庄子村、周庄子村和吴庄子村。